# Hochschule Bedër
Die Hochschule Bedër, bis 2018 Universität, ist eine private und nicht gewinnorientierte Hochschule in der albanischen Hauptstadt Tirana. Sie steht der Gülen-Bewegung nahe.
Die als Albaniens erste islamische Universität geplante Einrichtung wurde im April 2011 von der Muslimischen Gemeinschaft Albaniens als neutrale Universität mit Fokus auf Geisteswissenschaften gegründet; die Muslime sind mit 60 Prozent die größte Religionsgemeinschaft in Albanien. Sie vollendet damit den Bildungsgang mit Hochschulabschluss, welcher mit der Wiedereröffnung der Medressen und Koranschulen 1991 begann. Ziel der Universität ist es, den Menschen Wissenschaft und logisches Denken zu vermitteln und dabei gleichzeitig die traditionellen islamischen Werte zu bewahren.
Die Bedër-Universität hat etwa 50 Mitarbeiter und 485 Studenten, der größte Teil der ausländischen Studenten kommt aus der Türkei. Die Universität ist eine koedukative Einrichtung. Sie bietet den Bachelor, den Master of Science und professionelle Master-Abschlüsse auf Albanisch und Englisch an. Zwei Bachelorprogramme werden vollständig in der Unterrichtssprache Englisch angeboten. Am 3. Juni 2013 unterzeichnete Bedër ein Memorandum of Understanding mit der Universität Tirana. Die beiden haben bereits mit dem Aufbau eines modernen Campus im südlichen Vorort Sauk begonnen. Auch mit der Epoka-Universität wird zusammengearbeitet.
Der Name der Bedër-Hochschule leitet sich von Bedr ab, was „Vollmond“ (بدر) auf Arabisch bedeutet. Der albanische Name ist Shkolla e lartë Hëna e Plotë. Der derzeitige Rektor der Universität ist Ferdinand Gjana.
Am 5. August 2014 musste die Universität ihre Aktivitäten bis auf Weiteres einstellen, nachdem sie dazu vom Bildungsministerium, das administrative Mängel festgestellt hatte, aufgefordert worden war. Sie kann während zwei Jahren keine neuen Studenten aufnehmen und auch keine transferieren.